# Liste des épisodes de Ma tribu

Cette page présente la liste des épisodes de la série télévisée Ma tribu.

## Première saison (2000)
1. Cyber-rencontre (Serpent's Tooth)
2. Tatouages et crème anglaise (Pain in the Class)
3. Quiproquo (Droit de Seigneur Ben)
4. Week-end romantique (The Last Resort)
5. L'Adieu aux alarmes (Farewell to Alarms)
6. Mort à l'assurance (Death Takes a Policy)
7. Une sale période (Awkward Phase)
8. La Sagesse du couvreur (Much Ado About Ben)

## Deuxième saison (2001)
1. Jeu set et match (All Roads Lead to Ramon)
2. Baby boom (The Unkindest Cut)
3. Lolita (Parisian Beauty)
4. Question de confiance (Trust Never Sleeps)
5. La loi des séries (Death and Ben Take a Holiday)
6. Querelle de voisins ('Driving Miss Crazy)
7. Le Choix des couleurs (I Second That Emulsion)
8. Une passade (Age of Romance)
9. M comme Méfiance (Get Cartier)
10. L'Arrière-grand-mère qui dérange ('Tis Pity She's a Whore)
11. Mauvaise conscience (The Last Supper)
12. Le Sens des affaires (Ben Wants to Be a Millionaire)
13. Il y a de la casse (Breakable)

## Troisième saison (2002)
1. Et un de moins (Absent Vixen, Cheeky Monkey)
2. Un psy peut en cacher un autre (Shrink Rap)
3. Une nièce encombrante (Desperately Squeaking Susan)
4. Sexe, souris, vidéo (Of Mice and Ben)
5. Chéri, tu montes ? (Imperfect Strangers)
6. Jésus-Nick super star (The Second Greatest Story Ever Told)
7. Joint et fines herbes (Waiting to Inhale)
8. Tu seras une femme mon fils (Misery)
9. On ne fait pas du neuf avec du vieux (Auto Erotica)
10. Gay attitude (Handful of Dust)
11. Génial, les enfants reviennent (The Lost Weekend)
12. V Comme Vengeance (Ghosts)
13. Nicky la belle vie (One Flew Out of the Cuckoo's Nest)
14. Une cigogne sur le sapin (Ding Dong Merrily…)

## Quatrième saison (2003)
1. Roger, pot de colle (Fitting Punishment)
2. Ginger et Fred (They Shoot Harpers Don't They?)
3. Devine qui vient dîner (The Great Escape)
4. Le Mort-vivant (Return of the Prodigal Prat)
5. Ô abstinence (Owed to Susan)
6. Allô, bébé, bobo (Deliverance)
7. Juré n’est pas joué (Blind Justice)
8. Chérie, fais-moi peur (Friday the 31st)
9. Impair et fils (Sitting Targets)
10. L'École des parents (Loco Parents)
11. Vive les vacances ! (Canary Cage)
12. Témoin numéro 1 (May the Best Man Win)
13. La Quarantaine (It's a Window Filled Life)
14. Panne de métro (Sixty Feet Under)

## Cinquième saison (2004)
1. Titre français inconnu (Reloaded)
2. Abi se met à nu (The Mummy Returns)
3. Connaissez-vous Jack ? (You Don't Know Jack)
4. Le Couple destructeur (What's Up, Docklands?)
5. L'Art de la séduction (Luck Be a Lady Tonight)
6. Le Parti anti crottes (First Past the Post)
7. Rendez-vous avec la mort.com (My Will Be Done)
8. Une femme de ménage (My Fair Charlady)
9. Aveux sous sédatif (The Mouth Trap)
10. Des ronflements au divorce (While You Weren't Sleeping)
11. Le Dentiste des stars (Dentist to the Stars)
12. Dans la peau de ma fille (A Wife Less Ordinary)
13. Le Club de lecture (The Book of Love)
14. Le Congrès dentaire (Going Dental)
15. Ches ou le nouveau fiancé (Glad Tidings We Bring) 50 minutes
16. Le Clown (...And I'll Cry If I Want to) 50 minutes

## Sixième saison (2006)
1. Sois heureux et tais-toi (Bliss for Idiots)
2. Le Retour des Jessop (The Spokes Person)
3. L'Irrésistible Tony (Dentally Unstable)
4. Vivre ses rêves (Living the Dream)
5. Immobilier, mon amour (An Embarrassment of Susans)
6. Un petit ami très heureux (And Other Animals)
7. Proposition délicate (The Art of Being Susan)
8. Le Noël de Ben (The Heart of Christmas) 50 minutes

## Septième saison (2007)
1. Devine qui vient dîner (Ego Has Landed)
2. Quatre liaisons et un enterrement (Four Affairs And A Funeral)
3. Mieux vaut deux fois qu'une (Once More with Feeling)
4. L'Art et la Manière (Dutch Art & Dutch Courage)
5. Les maillons faibles (Susan Of Troy)
6. Ce que femme veut (One Of The Boys)
7. Abi pour la vie (Abi Ever After)
8. Cinquante-Cinquante (Breaking Up Ain't Hard To Do)
9. La vie commence à cinquante ans (Life Begins at Fifty)
10. Un conte de Noël (Ho Ho No) 60 minutes

## Huitième saison (2008)
1. Les joies de la paternité (The Parent Trap)
2. Ne nous braquons pas (Let's Not Be Heisty)
3. Cartes sur table (Cards on the Table)
4. Rien à cirer (The Wax Job)
5. Querelles de voisinage (Neighbour Wars)
6. Cœur de rockeur (Can't Get No Satisfaction)
7. La passion d'Abi (The Abi Habit)
8. Partie 1 : Le cadeau de la colère - Partie 2 : Maurice ou la Reine (Have An Unhappy Christmas) 60 minutes

## Neuvième saison (2009)
1. Le Ben et la Bête (Bully For Ben)
2. Double Jeu (Bringing Up Janey)
3. Ciel, mon mari ! (A Very Brief Encounter)
4. Dans la tête de Michael (The Psych of Mikey)
5. La loterie de la vie (A Little Undertaking)
6. Un chien vaut mieux que deux tu l'auras (Dog Dazed)
7. La Cavitex Academy (It's Training Men)
8. Mon meilleur ennemi (The Guru)
9. Histoire de Harper (Kenzo's Project)
10. Titre français inconnu (2039: A Christmas Oddity) 60 minutes

## Dixième saison (2010)
1. Titre français inconnu (Wheelie Ben)
2. Titre français inconnu (The Son'll Come Out)
3. Titre français inconnu (Desperately Stalking Susan)
4. Titre français inconnu (The Melbourne Identity)
5. Titre français inconnu (He's Just Not That Into Ben)
6. Titre français inconnu (Slammertime)
7. Titre français inconnu (Ben Behaving Badly)
8. Titre français inconnu (Harper vs. Harper)
9. Titre français inconnu (Janey's Choice)
10. Titre français inconnu (Mary Christmas)  60 minutes

## Onzième saison (2011)
1. Titre français inconnu (Labour Pains)
2. Titre français inconnu (Accusin' Susan)
3. Titre français inconnu (Germs Of Endearment)
4. Titre français inconnu (Relationship Happens)
5. Titre français inconnu (Booked)
6. Titre français inconnu (A Decent Proposal)
7. Titre français inconnu (Darts All Folks')
8. Titre français inconnu (Susan For A Brusin')
9. Titre français inconnu (A Night Out)